# Manivți, Krasîliv
Manivți (în ucraineană Манівці) este o comună în raionul Krasîliv, regiunea Hmelnîțkîi, Ucraina, formată numai din satul de reședință.

## Demografie
Componența lingvistică a comunei Manivți
     Ucraineană (99,85%)
     Alte limbi (0,15%)
Conform recensământului din 2001, majoritatea populației comunei Manivți era vorbitoare de ucraineană (99,85%), existând în minoritate și vorbitori de alte limbi.